# Cedi Osman
Cedi Osman (Ocrida, 8 de abril de 1995) é um jogador turco de basquete profissional que atualmente joga no Panathinaikos BC que disputa a EuroLiga e a GBL (Grécia).
Após jogar no Anadolu Efes da Liga Turca, ele foi selecionado pelo Minnesota Timberwolves como a 31ª escolha gera no Draft da NBA de 2015.

## Primeiros anos
Osman nasceu no norte da Macedônia com seu pai de etnia turca e sua mãe de Bosniak (de Novi Pazar, Sérvia). Ele tem um irmão mais velho, Caner, que também é jogador de basquete.
Osman começou a jogar basquete nas divisões de base do KK Bosna em 2001. Em 2007, ele foi para as divisões de base do Anadolu Efes após seu excelente desempenho. 
Devido à sua origem paterna na Turquia, ele se tornou imediatamente um cidadão turco, de acordo com as leis de direito de retorno da Turquia. Ele também representou a seleção turca de basquete desde então.

## Carreira profissional

### Anadolu Efes

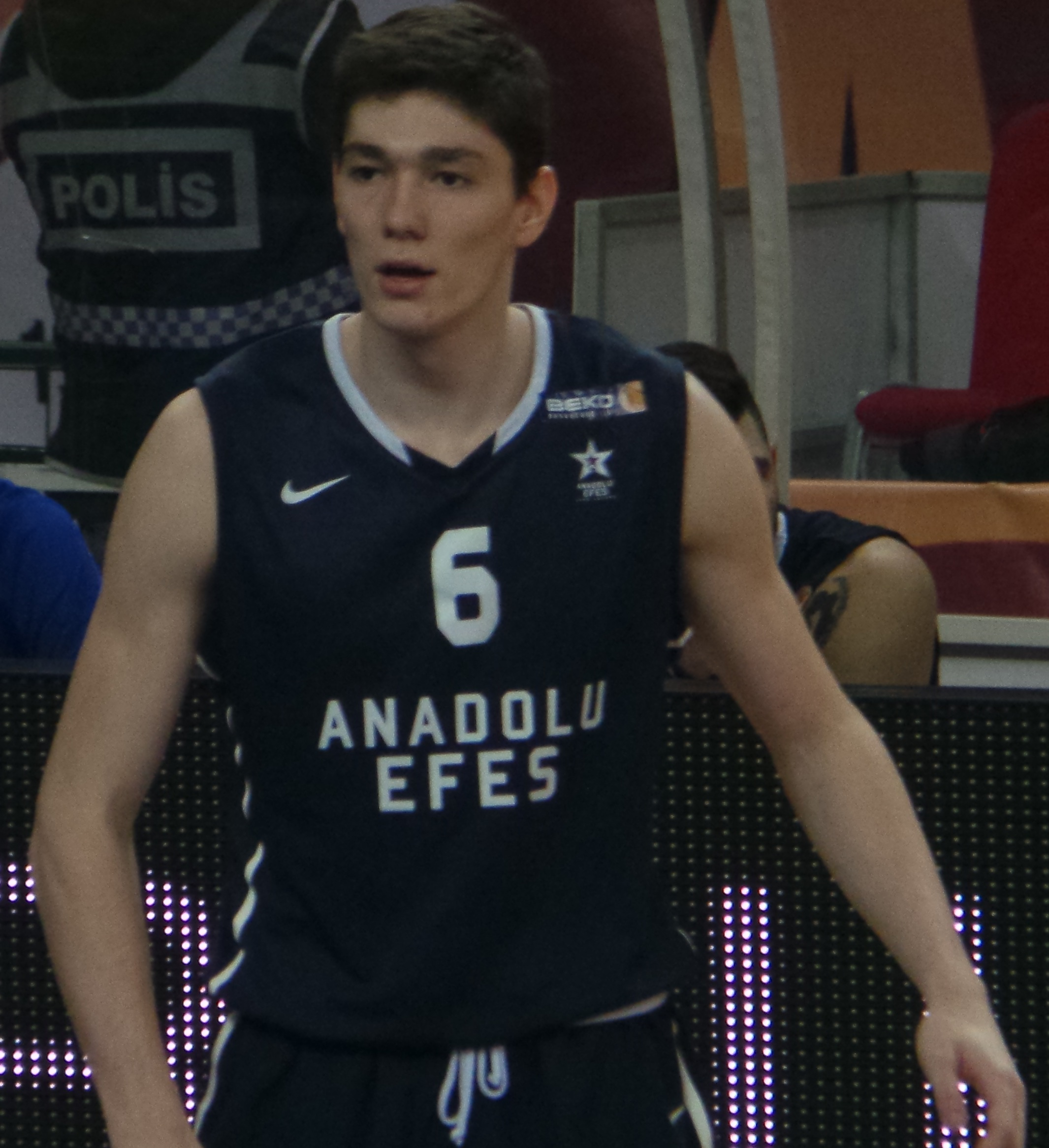
Osman com Efes em 2014

Osman passou por todas as categorias das divisões de base do Anadolu Efes. Ele foi emprestado para a temporada de 2011-12 à equipe do segundo nível turco, Pertevniyal. 
No verão de 2012, Osman assinou um contrato profissional com a equipe sênior do Anadolu Efes.

### NBA
Em 25 de junho de 2015, Osman foi selecionado pelo Minnesota Timberwolves como a 31ª escolha geral no Draft da NBA de 2015. Seus direitos de draft, junto com os do Rakeem Christmas e uma futura escolha de draft, foram então negociados com o Cleveland Cavaliers, em troca dos direitos de draft de Tyus Jones naquela mesma noite.
Em 18 de julho de 2017, Osman assinou um contrato com os Cavaliers. Em 9 de fevereiro de 2018, ele registrou 16 pontos, 6 rebotes, 5 assistências e 3 roubadas de bola na vitória por 123-107 sobre o Atlanta Hawks. Os Cavaliers chegou às Finais da NBA de 2018 mas perdeu por 4-0 para o Golden State Warriors.
Em 25 de janeiro de 2019, na derrota por 100-94 para o Miami Heat, Osman marcou 29 pontos, o recorde de sua carreira. Quatro dias depois, Osman foi nomeado participante do Rising Stars Challenge de 2019 como membro da Equipe Mundial após uma série de jogos notáveis.
Em 26 de outubro de 2019, Osman assinou uma extensão de contrato de 4 anos e US$31.1 milhões com os Cavaliers.
Em 22 de março de 2022, ele registrou seu 500º arremesso de 3 pontos como jogador dos Cavs. Isso fez dele apenas o nono jogador da equipe a se juntar ao clube de 500+ 3 pontos.

## Carreira na seleção

### Seleção de base
Osman era membro das equipes juniores da Turquia. Ele jogou nos seguintes torneios com as seleções juniores da Turquia: EuroBasket Sub-16 de 2011, EuroBasket Sub-18 de 2012, o Albert Schweitzer Tournament de 2012, onde ganhou uma medalha de bronze e foi nomeado o MVP, EuroBasket Sub-18 de 2013, onde conquistou uma medalha de ouro, e o EuroBasket Sub-20 de 2014, onde também conquistou uma medalha de ouro e foi nomeado MVP.

### Seleção principal
Depois de jogar com as seleções juniores da Turquia, Osman tornou-se membro da Seleção Turca principal. Ele jogou no Campeonato Mundial de 2014, no EuroBasket de 2015 e no Torneio de Qualificação para os Jogos Olímpicos de Verão de 2016.

## Estatísticas

### NBA

#### Temporada regular
| Ano      | Equipe    | PJ  | PT  | MPJ  | AP   | 3P   | LL   | RT  | AS  | BR | TO | PPJ  |
| -------- | --------- | --- | --- | ---- | ---- | ---- | ---- | --- | --- | -- | -- | ---- |
| 2017–18  | Cleveland | 61  | 12  | 11.0 | .484 | .368 | .565 | 2.0 | .7  | .4 | .0 | 3.9  |
| 2018–19  | Cleveland | 76  | 75  | 32.2 | .427 | .348 | .779 | 4.7 | 2.6 | .8 | .1 | 13.0 |
| 2019–20  | Cleveland | 65  | 65  | 29.4 | .437 | .383 | .670 | 3.6 | 2.4 | .8 | .2 | 11.0 |
| 2020–21  | Cleveland | 59  | 26  | 25.6 | .374 | .306 | .800 | 3.4 | 2.9 | .9 | .2 | 10.4 |
| 2021–22  | Cleveland | 66  | 3   | 22.2 | .432 | .357 | .664 | 2.2 | 2.0 | .8 | .2 | 10.7 |
| Carreira | Carreira  | 327 | 181 | 24.0 | .430 | .352 | .695 | 3.1 | 2.1 | .7 | .1 | 9.8  |

#### Playoffs
| Ano  | Equipe    | PJ | PT | MPJ | AP   | 3P   | LL   | RT | AS | BR | TO | PPJ |
| ---- | --------- | -- | -- | --- | ---- | ---- | ---- | -- | -- | -- | -- | --- |
| 2018 | Cleveland | 14 | 0  | 4.4 | .333 | .143 | .250 | .5 | .2 | .2 | .0 | 1.0 |

### EuroLeague
| Ano      | Equipe       | PJ | PT | MPJ  | AP   | 3P   | LL   | RT  | AS  | BR | TO | PPJ |
| -------- | ------------ | -- | -- | ---- | ---- | ---- | ---- | --- | --- | -- | -- | --- |
| 2013–14  | Anadolu Efes | 13 | 0  | 11.6 | .436 | .524 | .400 | 1.7 | .9  | .5 | .1 | 3.8 |
| 2014–15  | Anadolu Efes | 27 | 7  | 19.3 | .397 | .303 | .667 | 3.7 | 1.1 | .7 | .3 | 6.7 |
| 2015–16  | Anadolu Efes | 23 | 12 | 20.0 | .441 | .380 | .763 | 3.1 | .7  | .9 | .1 | 7.9 |
| 2016–17  | Anadolu Efes | 35 | 34 | 18.6 | .409 | .340 | .787 | 2.8 | .8  | .6 | .1 | 7.1 |
| Carreira | Carreira     | 98 | 53 | 17.3 | .420 | .386 | .654 | 2.8 | .8  | .6 | .1 | 6.3 |

Fonte: